# Ocellipsis jeanneli
Ocellipsis jeanneli är en tvåvingeart som beskrevs av Richards 1938. Ocellipsis jeanneli ingår i släktet Ocellipsis och familjen hoppflugor.
Artens utbredningsområde är Kenya. Inga underarter finns listade i Catalogue of Life.